# Ableton Live
 (mai 2024).
Ableton Live (prononcé en français [a.bəl.tɔn.laiv]), aussi appelé Live, est un séquenceur musical logiciel professionnel pour OS X et Windows lancé par Ableton AG en 2001. Live est un outil permettant la composition et l'arrangement, mais sa conception et son ergonomie sont surtout destinées à une utilisation en concert.

## Historique
Ableton AG est fondée en Allemagne en 1999 par Gerhard Behles et Robert Henke qui formait le duo Monolake. Le duo a eu l'idée d'Ableton Live au milieu des années 1990 après avoir étudié ensemble la programmation informatique. Initialement, ils conçoivent Live par pur besoin personnel sans intention de le commercialiser. C'est lorsque Bernd Roggendorf se rapproche du duo à la fin des années 1990 que celui-ci les pousse à améliorer les outils qu'ils développent sous une forme plus simple afin d'en faire un logiciel destiné à la vente. Une version brouillon a été conçue en utilisant le logiciel MaxMSP, pour en suite être entièrement re-codé en logiciel indépendant en s'inspirant de cette version.
En 1999, Gerhard Behles quitte le duo Monolake pour se consacrer au développement d'Ableton Live. La première version de Live apparaît sur le marché le 30 octobre 2001.
En 2006, Robert Henke quitte l'équipe de développement d'Ableton Live pour se consacrer à la production musicale et sa carrière d'artiste. Il continue de collaborer avec l'entreprise et reste en bons termes avec elle. Dans une interview commune, Gerhard Behles répond avec ironie qu'il a de son côté quitté la production musicale pour se consacrer au développement d'Ableton Live.
Le 23 novembre 2009, Ableton et Cycling '74 (en) dévoilent Max For Live, une version de MaxMSP spécialement adapté pour Ableton Live 8. Cela permet aux utilisateurs de créer leurs propres instruments, interfaces, séquenceurs, visuels et autres directement dans Live, sans avoir besoin de connaissances en programmation. Max For Live fait d'Ableton Live un logiciel ouvert qui peut être enrichi par ses utilisateurs, et c'est ce qui fera toute la différence avec les autres logiciels de production musicale par la suite. 
Le 18 novembre 2015, Ableton annonce la version beta de Link. Un protocole en réseau permettant de synchroniser le tempo de chaque ordinateur rejoignant ce réseau. Il est alors possible de jouer en groupe, parfaitement synchronisé, sans fil. Link est annoncé natif dans Ableton en 2016 mais également en version desktop et iOS, ce qui pousse d'autre concepteur de logiciel de production musicale à intégrer ce protocole et étend le nombre d'utilisations possible au fil du temps.
Le 6 juin 2017, David Zicarelli annonce officiellement que son entreprise Cycling'74 est rachetée par Ableton. Ce rachat fait suite à près de 20 ans de travail en commun entre le développement de Max For Live et celui d'Ableton. Les deux entreprises expliquent qu'il n'est pas question de changer Cycling'74 ou délocaliser l'entreprise à Berlin à travers ce rachat, mais simplement de pouvoir poursuivre leur longue collaboration de façon plus fluide.
Le 6 juin 2017, Ableton annonce avoir racheté Cycling'74 pour permettre une meilleure intégration de Max for Live dans sa version 10 de Live.

## Caractéristiques
Il existe deux vues principales sur Ableton Live, un écran arrangement et un écran session.
Il existe quatre versions d'Ableton Live (Lite, Intro, Standard et Suite), le nombre d'instruments fournis dépendant de la version; 8 pistes en version Lite, 16 pistes et 16 scènes en version Intro, illimité en version Standard et Suite.

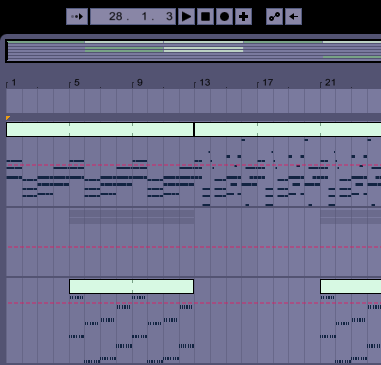
Exemple
De vue "arrangement" de Abelton Live.